# بلاك مان
بلاك مان (بالإسبانية: Black Man)‏ هو مصارع محترف مكسيكي، ولد في 19 فبراير 1949 في غوادالاخارا في المكسيك.

## روابط خارجية
- بلاك مان على موقع CageMatch worker (الإنجليزية)
- بلاك مان على موقع قاعدة بيانات المصارعة على الإنترنت (الإنجليزية)